# Baburam Bhattarai

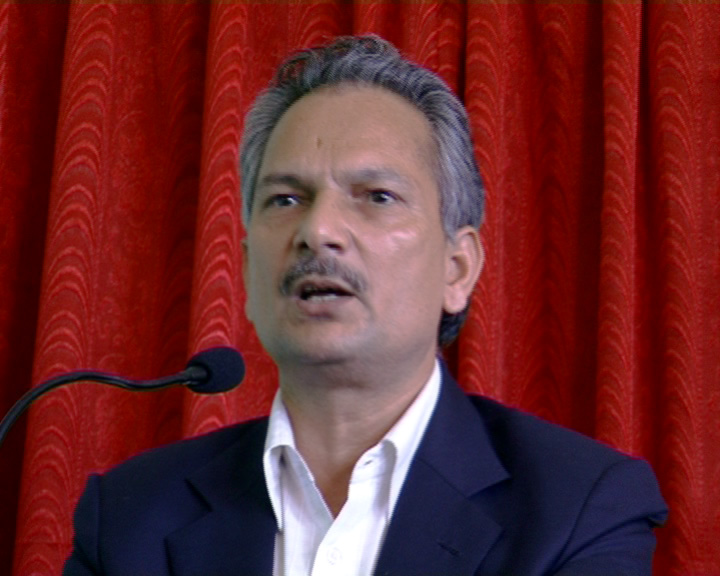
Baburam Bhattarai

Baburam Bhattarai (* 26. Mai 1954 in Belbas, Khoplang) ist ein nepalesischer Politiker der Vereinigten Kommunistischen Partei Nepals (Maoisten).

## Leben
Bhattarai studierte an der Tribhuvan University in Kathmandu, am Chandigarh College of Architecture, School of Planning and Architecture und an der Jawaharlal Nehru University in Neu-Delhi. Ende August 2011 wurde er Nachfolger von Jhala Nath Khanal als Premierminister in Nepal. Im März 2013 wurde er von Khil Raj Regmi abgelöst.
Bhattarai ist mit Hishila Yami verheiratet.

## Werke (Auswahl)
- The Nature of Underdevelopment and Regional structure of Nepal: A Marxist Analysis, Adroit Publishers, Delhi, 2003
- Politico-Economic Rationale of People's War in Nepal, Utprerak Publications, Kathmandu, 1998
- Nepal! krantika adharharu (in nepalesischer Sprache), Janadisha Publications, 2004